# 별의 커비 2
《별의 커비 2》(星のカービィ2, Kirby's Dream Land 2)는 게임보이 핸드헬드 비디오 게임 콘솔용으로 HAL 연구소가 개발하고 닌텐도가 배급한 플랫폼 비디오 게임이다. 1995년 3월 21일 일본에서 처음 출시되었으며 나중에 1995년 5월 1일 북아메리카에서 출시되었다. 1995년 7월 31일 유럽에서 출시되었다.
《별의 커비 2》는 《별의 커비》와 《별의 커비 꿈의 샘 이야기》로부터 커비의 모험을 계속 이어나가며 3명의 친구를 추가하여 전투 중인 커비를 돕는다. 슈퍼 게임보이에서 즐길 수 있으며 사용자 지정 색 스킴, 특수 게임 테두리, 몇 가지 새로운 사운드 효과 추가 등 게임에 사소한 변경사항이 제공된다.
《별의 커비 2》는 《Kirby's Dream Land 2 DX》라는 이름으로 게임보이 컬러용으로 리메이크될 예정이었으나 《Metroid II: Return of Samus DX》와 함께 취소되었다. 오리지널 게임은 2012년 2월 15일 일본에서 3DS 버추얼 콘솔에 재출시되었으며, PAL 지역의 경우 2012년 5월 17일에, 북아메리카에는 2013년 8월 1일에 재출시되었다. 《별의 커비 2》는 커비 20주년 Wii 디스크 Kirby's Dream Collection에도 포함되어 있다.

## 반응
《별의 커비 2》는 게임보이용으로 히트를 치며 베스트셀러가 되었으며, 100만 개 이상이 판매되었다.